# Bilan saison par saison des Tiger-Cats de Hamilton
Pour un article plus général, voir Tiger-Cats de Hamilton.
Les Tiger-Cats de Hamilton ont été fondés en 1950, résultants de la fusion de deux clubs, les Tigers de Hamilton et les Wildcats de Hamilton. Au terme de la saison 2024, ils ont disputé 74 saisons, remporté la première place de leur division 20 fois, atteint la finale de la coupe Grey 22 fois, et l'ont remportée à 8 reprises.
|                        | Division       | M.J.           | Vic.           | Déf.           | Nuls           | P.P.           | P.C.           | Pts            | Pos.           | Éliminatoires |
| Tiger-Cats de Hamilton |                |                |                |                |                |                |                |                |                | |
| 1950                   | IRFU           | 12             | 7              | 5              | 0              | 231            | 217            | 14             | 1/4            | Finale de la IRFU (2 parties au total des points): Argonauts de Toronto 35, Hamilton 19                                                                                    |
| 1951                   | IRFU           | 12             | 7              | 5              | 0              | 229            | 131            | 14             | 2/4            | Demi-finale de la IRFU (2 parties au total des points) : Hamilton 31, Toronto 28 Finale de la IRFU (2 parties au total des points) : Rough Riders d'Ottawa 28, Hamilton 16 |
| 1952                   | IRFU           | 12             | 9              | 2              | 1              | 268            | 162            | 19             | 1/4            | Finale de la IRFU (2 parties au total des points): Toronto 45, Hamilton 40                                                                                                 |
| 1953                   | IRFU           | 14             | 8              | 6              | 0              | 229            | 243            | 16             | 2/4            | Finale de la IRFU (2 parties au total des points): Hamilton 59, Alouettes de Montréal 23 Coupe Grey: Hamilton 12, Blue Bombers de Winnipeg 6                               |
| 1954                   | IRFU           | 14             | 9              | 5              | 0              | 275            | 207            | 18             | 2/4            | Finale de la IRFU (2 parties au total des points) : Montréal 38, Hamilton 28                                                                                               |
| 1955                   | IRFU           | 12             | 8              | 4              | 0              | 271            | 193            | 16             | 2/4            | Demi-finale de la IRFU : Toronto 32, Hamilton 28 |
| 1956                   | IRFU           | 14             | 7              | 7              | 0              | 383            | 385            | 14             | 2/4            | Demi-finale de la IRFU : Hamilton 46, Ottawa 21 Finale de la IRFU (2 parties au total des points) : Montréal 78, Hamilton 62                                               |
| 1957                   | IRFU           | 14             | 10             | 4              | 0              | 250            | 189            | 20             | 1/4            | Finale de la IRFU (2 parties au total des points) : Hamilton 56, Montréal 11 Coupe Grey: Hamilton 32, Winnipeg 7                                                           |
| 1958                   | IRFU           | 14             | 10             | 3              | 1              | 291            | 235            | 21             | 1/4            | Finale de la IRFU (2 parties au total des points) : Hamilton 54, Ottawa 14 Coupe Grey: Winnipeg 35, Hamilton 28                                                            |
| 1959                   | IRFU           | 14             | 10             | 4              | 0              | 298            | 162            | 20             | 1/4            | Finale de la IRFU (2 parties au total des points) : Hamilton 26, Ottawa 24 Coupe Grey: Winnipeg 21, Hamilton 7                                                             |
| 1960                   | Est            | 14             | 4              | 10             | 0              | 273            | 377            | 8              | 4/4            | Non-qualifiés |
| 1961                   | Est            | 14             | 10             | 4              | 0              | 340            | 293            | 20             | 1/4            | Finale de la Conférence de l'Est (2 parties au total des points) : Hamilton 55, Toronto 27 Coupe Grey: Winnipeg 21, Hamilton 14                                            |
| 1962                   | Est            | 14             | 9              | 4              | 1              | 358            | 286            | 19             | 1/4            | Finale de la Conférence de l'Est (2 parties au total des points) : Hamilton 58, Montréal 38 Coupe Grey: Winnipeg 28, Hamilton 27                                           |
| 1963                   | Est            | 14             | 10             | 4              | 0              | 312            | 214            | 20             | 1/4            | Finale de la Conférence de l'Est (2 parties au total des points) : Hamilton 63, Ottawa 35 Coupe Grey: Hamilton 21, Lions de la Colombie-Britannique 10                     |
| 1964                   | Est            | 14             | 10             | 3              | 1              | 329            | 201            | 21             | 1/4            | Finale de la Conférence de l'Est (2 parties au total des points) : Hamilton 39, Ottawa 38 Coupe Grey: Colombie-Britannique 34, Hamilton 24                                 |
| 1965                   | Est            | 14             | 10             | 4              | 0              | 281            | 153            | 20             | 1/4            | Finale de la Conférence de l'Est (2 parties au total des points) : Hamilton 35, Ottawa 20 Coupe Grey: Hamilton 22, Winnipeg 16                                             |
| 1966                   | Est            | 14             | 9              | 5              | 0              | 264            | 160            | 18             | 2/4            | Demi-finale de la Conférence de l'Est : Hamilton 24, Montréal 14 Finale de la Conférence de l'Est (2 parties au total des points) : Ottawa 72, Hamilton 17                 |
| 1967                   | Est            | 14             | 10             | 4              | 0              | 250            | 195            | 20             | 1/4            | Finale de la Conférence de l'Est (2 parties au total des points) : Hamilton 37, Ottawa 3 Coupe Grey: Hamilton 24, Roughriders de la Saskatchewan 1                         |
| 1968                   | Est            | 14             | 6              | 7              | 1              | 262            | 292            | 13             | 3/4            | Demi-finale de la Conférence de l'Est : Toronto 33, Hamilton 21 |
| 1969                   | Est            | 14             | 8              | 5              | 1              | 307            | 315            | 17             | 3/4            | Demi-finale de la Conférence de l'Est : Toronto 15, Hamilton 9 |
| 1970                   | Est            | 14             | 8              | 5              | 1              | 292            | 279            | 17             | 1/4            | Finale de la Conférence de l'Est (2 parties au total des points) : Montréal 43, Hamilton 26                                                                                |
| 1971                   | Est            | 14             | 7              | 7              | 0              | 242            | 246            | 14             | 2/4            | Demi-finale de la Conférence de l'Est : Hamilton 23, Ottawa 4 Finale de la Conférence de l'Est (2 parties au total des points) : Toronto 40, Hamilton 25                   |
| 1972                   | Est            | 14             | 11             | 3              | 0              | 372            | 262            | 22             | 1/4            | Finale de la Conférence de l'Est (2 parties au total des points) : Hamilton 30, Ottawa 27 Coupe Grey: Hamilton 13, Saskatchewan 10                                         |
| 1973                   | Est            | 14             | 7              | 7              | 0              | 304            | 263            | 14             | 4/4            | Non-qualifiés |
| 1974                   | Est            | 16             | 7              | 9              | 0              | 279            | 313            | 14             | 3/4            | Demi-finale de la Conférence de l'Est : Ottawa 21, Hamilton 19 |
| 1975                   | Est            | 16             | 5              | 10             | 1              | 284            | 395            | 11             | 3/4            | Demi-finale de la Conférence de l'Est : Montréal 35, Hamilton 12 |
| 1976                   | Est            | 16             | 8              | 8              | 0              | 269            | 348            | 16             | 2/4            | Demi-finale de la Conférence de l'Est : Hamilton 23, Montréal 0 Finale de la Conférence de l'Est : Ottawa 17, Hamilton 15                                                  |
| 1977                   | Est            | 16             | 5              | 11             | 0              | 283            | 394            | 10             | 4/4            | Non qualifiés |
| 1978                   | Est            | 16             | 5              | 10             | 1              | 225            | 403            | 11             | 3/4            | Demi-finale de la Conférence de l'Est : Montréal 35, Hamilton 20 |
| 1979                   | Est            | 16             | 6              | 10             | 0              | 280            | 338            | 12             | 3/4            | Demi-finale de la Conférence de l'Est : Ottawa 29, Hamilton 26 |
| 1980                   | Est            | 16             | 8              | 7              | 1              | 332            | 377            | 17             | 1/4            | Finale de la Conférence de l'Est : Hamilton 24, Montréal 13 Coupe Grey: Eskimos d'Edmonton 48, Hamilton 10                                                                 |
| 1981                   | Est            | 16             | 11             | 4              | 1              | 414            | 335            | 23             | 1/4            | Finale de la division Est : Ottawa 15, Hamilton 11 |
| 1982                   | Est            | 16             | 8              | 7              | 1              | 396            | 401            | 17             | 2/4            | Demi-finale de la division Est : Ottawa 30, Hamilton 20 |
| 1983                   | Est            | 16             | 9              | 7              | 0              | 412            | 402            | 18             | 2/4            | Demi-finale de la division Est : Hamilton 33, Ottawa 31 Finale de la division Est : Toronto 41, Hamilton 36                                                                |
| 1984                   | Est            | 16             | 6              | 9              | 1              | 353            | 439            | 13             | 2/4            | Demi-finale de la division Est : Hamilton 17, Montréal 13 Finale de la division Est : Hamilton 14, Toronto 13 Coupe Grey: Winnipeg 47, Hamilton 17                         |
| 1985                   | Est            | 16             | 8              | 8              | 0              | 377            | 315            | 16             | 1/4            | Finale de la division Est : Hamilton 50, Montréal 26 Coupe Grey: Colombie-Britannique 37, Hamilton 24                                                                      |
| 1986                   | Est            | 18             | 9              | 8              | 1              | 405            | 366            | 19             | 2/4            | Finale de la division Est (2 parties au total des points) : Hamilton 59, Toronto 56 Coupe Grey: Hamilton 39, Edmonton 15                                                   |
| 1987                   | Est            | 18             | 7              | 11             | 0              | 470            | 509            | 14             | 3/4            | Demi-finale de la division Est : Toronto 29, Hamilton 13 |
| 1988                   | Est            | 18             | 9              | 9              | 0              | 478            | 465            | 18             | 3/4            | Demi-finale de la division Est : Winnipeg 35, Hamilton 28 |
| 1989                   | Est            | 18             | 12             | 6              | 0              | 519            | 517            | 24             | 1/4            | Finale de la division Est : Hamilton 14, Winnipeg 10 Coupe Grey: Saskatchewan 43, Hamilton 40                                                                              |
| 1990                   | Est            | 18             | 6              | 12             | 0              | 476            | 628            | 12             | 4/4            | Non-qualifiés |
| 1991                   | Est            | 18             | 3              | 15             | 0              | 400            | 599            | 6              | 4/4            | Non-qualifiés |
| 1992                   | Est            | 18             | 11             | 7              | 0              | 536            | 514            | 22             | 2/4            | Demi-finale de la division Est : Winnipeg 35, Hamilton 28 Finale de la division Est : Winnipeg 59, Hamilton 11                                                             |
| 1993                   | Est            | 18             | 6              | 12             | 0              | 316            | 567            | 28             | 2/4            | Demi-finale de la division Est : Hamilton 21, Ottawa 10 Finale de la division Est : Winnipeg 20, Hamilton 19                                                               |
| 1994                   | Est            | 18             | 4              | 14             | 0              | 435            | 562            | 8              | 5/6            | Non-qualifiés |
| 1995                   | Nord           | 18             | 8              | 10             | 0              | 427            | 509            | 16             | 4/8            | Demi-finale de la division Nord : Stampeders de Calgary 30, Hamilton 13 |
| 1996                   | Est            | 18             | 8              | 10             | 0              | 426            | 576            | 16             | 3/4            | Demi-finale de la division Est : Montréal 22, Hamilton 11 |
| 1997                   | Est            | 18             | 2              | 16             | 0              | 362            | 549            | 4              | 4/4            | Non qualifiés |
| 1998                   | Est            | 18             | 12             | 5              | 1              | 503            | 351            | 25             | 1/4            | Finale de la division Est : Hamilton 22, Montréal 20 Coupe Grey: Calgary 26, Hamilton 24                                                                                   |
| 1999                   | Est            | 18             | 11             | 7              | 0              | 603            | 378            | 22             | 2/4            | Demi-finale de la division Est : Hamilton 27, Toronto 6 Finale de la division Est : Hamilton 27, Montréal 26 Coupe Grey: Hamilton 32, Calgary 21                           |
| 2000                   | Est            | 18             | 9              | 9              | 0              | 470            | 446            | 20             | 2/4            | Demi-finale de la division Est : Winnipeg 22, Hamilton 20 |
| 2001                   | Est            | 18             | 11             | 7              | 0              | 440            | 420            | 22             | 2/4            | Demi-finale de la division Est : Hamilton 24, Montréal 12 Finale de la division Est : Winnipeg 28, Hamilton 13                                                             |
| 2002                   | Est            | 18             | 7              | 11             | 0              | 427            | 524            | 15             | 3/4            | Non-qualifiés |
| 2003                   | Est            | 18             | 1              | 17             | 0              | 293            | 583            | 2              | 4/4            | Non-qualifiés |
| 2004                   | Est            | 18             | 9              | 8              | 1              | 455            | 542            | 19             | 3/4            | Demi-finale de la division Est : Toronto 24, Hamilton 6 |
| 2005                   | Est            | 18             | 5              | 13             | 0              | 383            | 583            | 10             | 4/4            | Non-qualifiés |
| 2006                   | Est            | 18             | 4              | 14             | 0              | 292            | 495            | 8              | 4/4            | Non-qualifiés |
| 2007                   | Est            | 18             | 3              | 15             | 0              | 315            | 515            | 6              | 4/4            | Non-qualifiés |
| 2008                   | Est            | 18             | 3              | 15             | 0              | 441            | 593            | 6              | 4/4            | Non-qualifiés |
| 2009                   | Est            | 18             | 9              | 9              | 0              | 449            | 428            | 18             | 2/4            | Demi-finale de la division Est : Colombie-Britannique 34, Hamilton 27 |
| 2010                   | Est            | 18             | 9              | 9              | 0              | 481            | 450            | 18             | 2/4            | Demi-finale de la division Est : Toronto 16, Hamilton 13 |
| 2011                   | Est            | 18             | 8              | 10             | 0              | 481            | 478            | 16             | 3/4            | Demi-finale de la division Est : Hamilton 52, Montréal 44 Finale de la division Est : Winnipeg 19, Hamilton 3                                                              |
| 2012                   | Est            | 18             | 6              | 12             | 0              | 538            | 576            | 12             | 4/4            | Non-qualifiés |
| 2013                   | Est            | 18             | 10             | 8              | 0              | 453            | 468            | 20             | 2/4            | Demi-finale de la division Est : Hamilton 19, Montréal 16 Finale de la division Est : Hamilton 36, Toronto 24 Coupe Grey: Saskatchewan 45, Hamilton 23                     |
| 2014                   | Est            | 18             | 9              | 9              | 0              | 417            | 395            | 18             | 1/4            | Finale de la division Est : Hamilton 40, Montréal 24 Coupe Grey: Calgary 20, Hamilton 16                                                                                   |
| 2015                   | Est            | 18             | 10             | 8              | 0              | 530            | 391            | 20             | 2/4            | Demi-finale de la division Est : Hamilton 25, Toronto 22 Finale de la division Est : Rouge et Noir d'Ottawa 35, Hamilton 28                                                |
| 2016                   | Est            | 18             | 7              | 11             | 0              | 507            | 502            | 14             | 2/4            | Demi-finale de la division Est : Edmonton 24, Hamilton 21 |
| 2017                   | Est            | 18             | 6              | 12             | 0              | 443            | 545            | 12             | 3/4            | Non qualifiés |
| 2018                   | Est            | 18             | 8              | 10             | 0              | 513            | 456            | 16             | 2/4            | Demi-finale de la division Est : Hamilton 48, Colombie-Britannique 8 Finale de la division Est : Ottawa 46, Hamilton 27                                                    |
| 2019                   | Est            | 18             | 15             | 3              | 0              | 551            | 344            | 30             | 1/4            | Finale de la division Est : Hamilton 36, Edmonton 16 Coupe Grey: Winnipeg 23, Hamilton 12                                                                                  |
| 2020                   | Saison annulée | Saison annulée | Saison annulée | Saison annulée | Saison annulée | Saison annulée | Saison annulée | Saison annulée | Saison annulée | Saison annulée |
| 2021                   | Est            | 14             | 8              | 6              | 0              | 312            | 244            | 16             | 2/4            | Demi-finale de la division Est : Hamilton 23, Montréal 12 Finale de la division Est : Hamilton 27, Toronto 19 Coupe Grey: Winnipeg 33, Hamilton 25                         |
| 2022                   | Est            | 18             | 8              | 10             | 0              | 421            | 473            | 16             | 3/4            | Demi-finale de la division Est : Montréal 28, Hamilton 17 |
| 2023                   | Est            | 18             | 8              | 10             | 0              | 408            | 461            | 16             | 3/4            | Demi-finale de la division Est : Montréal 27, Hamilton 12 |
| 2024                   | Est            | 18             | 7              | 11             | 0              | 495            | 557            | 14             | 4/4            | Non qualifiés |